# Enghelberto II d'Istria
Enghelberto II d'Istria (... – 13 aprile 1141), membro della stirpe degli Sponheim, fu margravio d'Istria e di Carniola dall'inizio del 1100 (fra il 1103 e il 1107) fino al 1124. Nel 1123 divenne duca di Carinzia e della marca di Verona fino al ritiro avvenuto nel 1135.

## Biografia
Enghelberto II d'Istria nacque in data imprecisata da Enghelberto I, conte di Sponheim († 1096) ed Edvige (1030/1035-† 17 luglio 1112); l'ascendenza della madre è incerta, taluni storici la identificano con una donna nata nella dinastia dei Billunghi da Bernardo II di Sassonia. Il nonno paterno Sigfrido I di Sponheim arrivò in Carinzia attorno al 1035 al seguito di Corrado II il Salico di cui era uno degli intendenti.
Nel 1099 papa Urbano II gli conferì l'avvocazia (un'istituzione che conferiva a un laico il dovere di proteggere beni ecclesiastici) dell'abbazia di San Paolo che suo padre aveva fondato diversi anni prima. Poco dopo il 1100 Enghelberto si sposò con Uta di Passau e nelle sue terre confluì il contado di Kraiburg am Inn oltre a due castelli presso Völkermarkt, donatigli dal vescovo di Gurk e nel 1106 acquisì anche la città di mercato di Friesach. Un anno dopo acquisì i margraviati d'Istria e Carniola succedendo a Ulrico II, margravio di Carniola († 13 maggio 1112).
A differenza del padre Enghelberto fu sempre un leale sostenitore della dinastia salica e un fiero avversario dell'arcivescovo Corrado I di Salisburgo in quella che poi divenne nota come lotta per le investiture e che riguardava l'assegnazione delle regalie ecclesiastiche la cui supremazia era contesa, appunto, fra clero ed impero. Enghelberto fu al fianco di Enrico V di Franconia quando nel 1111 salì al soglio del Sacro Romano Impero e fu uno dei testimoni del concordato di Worms stilato dall'impero con papa Callisto II nel settembre 1122 e che pose fine alla lotta per le investiture. In quello stesso anno suo fratello maggiore Enrico divenne duca di Carinzia e quando poco dopo morì gli succedette Enghelberto.
Nel 1135 egli decise di abdicare ai propri incarichi e l'imperatore Lotario II di Supplimburgo designò quale suo successore il figlio maggiore Ulrico.
Enghelberto si ritirò presso l'abbazia di Seeon dove morì il 13 aprile 1141.

## Matrimonio e figli
Attorno al 1103 Enghelberto sposò Uta di Passau († 2 febbraio 1099) e insieme ebbero:
- Ulrico I, duca di Carinzia († 7 aprile 1144), che succedette al padre in Carinzia;
- Enghelberto III, margravio d'Istria e Carniola, che nel 1124 succedette al padre in Istria, Carniola e Kraiburg;
- Enrico di Carinzia († 1169), divenuto vescovo di Troyes nel 1145;
- Matilde di Carinzia, che sposò Tebaldo II di Champagne;
- Rapoto I, conte di Ortenburg;
- Adelaide di Carinzia († 1178 circa) badessa presso l'abbazia di Göss;
- Arduico di Carinzia († 22 agosto 1164), vescovo di Ratisbona;
- Ida di Carinzia, che sposò Guglielmo III di Nevers.